# Sélim II Giray
Sélim II Giray est un khan de Crimée ayant régné de 1743 à 1748.

## Origine
Sélim II Giray est le fils de Qaplan Ier Giray ; il est nommé qalgha  par Selamet II Giray dont il devient le successeur.

## Règne
Sélim II Giray devient khan en novembre 1743 ; il nomme immédiatement Shahin Giray qalgha et Bahadur Giray nureddin. Deux ans plus tard, Sélim II participe à la guerre entre l'Empire ottoman et le Chah de Perse de Nâdir Shâh. À partir de Balaklava, il mène avec 10 000 hommes une expédition maritime contre les côtes perses pendant que son qalgha et son nureddin, avec 10 000 autres hommes, prennent la voie terrestre. En récompense de cette intervention, il reçoit des récompenses de la Sublime Porte.
Il doit ensuite faire face à la rébellion de Shahin Giray dont il ne réussit à venir à bout que grâce à un jeune prince de 20 ans, Hadji Giray, fils de Mahmud Giray et neveu d'Arslan Giray, qui oblige le prétendant à se réfugier en Pologne.
En 1743, une grand famine touche l'Empire ottoman et particulièrement Constantinople. Le khan de Crimée envoie des secours à la capitale et aussi à Trébizonde. En 1747, il fait une visite triomphale à Constantinople au cours de laquelle il reçoit les plus grands honneurs et de nombreux cadeaux.
Sélim II Giray meurt le 29 mai 1748.